# National Council of Women of Canada
El Consejo Nacional de Mujeres de Canadá (en inglés: National Council of Women of Canada (NCWC), en francés: Conseil national des femmes du Canada (CNFC)) es una organización canadiense con sede en Ottawa, Ontario, cuyo objetivo es mejorar las condiciones de las mujeres, las familias y las comunidades. Es una federación de sociedades de hombres y mujeres organizada a escala nacional y consejos de mujeres locales y provinciales, y es el miembro canadiense del Consejo Internacional de Mujeres (ICW, por sus siglas en inglés). El Consejo se ha ocupado de temas como el sufragio femenino, la inmigración, la sanidad, la educación, los medios de comunicación, el medio ambiente, etc. Formado el 27 de octubre de 1893 en Toronto, es una de las organizaciones de defensa de derechos más antiguas del país. Lady Aberdeen fue elegida primera presidenta en 1893. Entre las líderes destacadas, se encontraban Lady Gzowski, Augusta Stowe-Gullen y Adelaide Hoodless.

## Fundación
El Consejo Internacional de Mujeres fue fundado en 1888 en Washington D. C., en Estados Unidos. En mayo de 1893, el Congreso Mundial de Mujeres Representativas de la CIM se había reunido en Chicago y discutió la creación de un Consejo Canadiense. El Consejo inició formalmente su existencia el 27 de octubre en una reunión pública en el Pabellón de Horticultura de Allan Gardens en Toronto. Más de 1.500 mujeres asistieron a la reunión, que estuvo presidida por Lady Aberdeen, esposa del entonces gobernador general John Campbell Hamilton-Gordon, séptimo conde de Aberdeen. Lady Aberdeen fue la primera presidenta del Consejo hasta su dimisión en 1899; fue sucedida por Lady Taylor.

## Actividades
El Consejo desempeña una función consultiva sobre cuestiones basadas en la política vigente de la organización. Se proponen nuevas políticas como resoluciones, que se desarrollan a través de debates de base a escala local y provincial y luego se debaten y votan. Si se aceptan, se convierten en políticas. Luego, la organización crea resúmenes (documentos formales basados en políticas), que sugieren un curso de acción y se presentan a un organismo oficial, como un gobierno.
La organización ha enviado representantes a juntas gubernamentales y organismos internacionales como la Sociedad de Naciones. El Consejo desempeñó un papel clave en la creación de la Orden Victoriana de Enfermeras, la Sociedad de Ayuda a los Niños y la Asociación de Consumidores de Canadá. Una de las primeras organizaciones afiliadas fue la Asociación de Arte de Mujeres de Canadá, de la cual Lady Aberdeen fue patrocinadora.También ha desempeñado un papel en el desarrollo de la Oficina de la Mujer del Trabajo de Canadá, la Oficina Federal sobre el Envejecimiento, y apoyó la convocatoria de la Comisión Real sobre la Condición Jurídica y Social de la Mujer, que creó el Consejo Asesor Canadiense sobre la Condición Jurídica y Social de la Mujer.
La principal causa del Consejo entre 1894 y 1918 fue su lucha por mejorar el estatus de la mujer, sin buscar el voto. Promovió una visión de "ciudadanía trascendente" para las mujeres. La votación no era necesaria, porque la ciudadanía debía ejercerse mediante influencia personal y persuasión moral; mediante la elección de hombres con fuerte carácter moral y criando hijos con espíritu cívico. La posición del Consejo Nacional se integró a su programa de construcción nacional que buscaba defender a Canadá como una nación de colonos blancos. Si bien el movimiento por el sufragio femenino fue importante para ampliar los derechos políticos de las mujeres blancas, también fue autorizado mediante argumentos basados en la raza que vinculaban el derecho al voto de las mujeres blancas con la necesidad de proteger a la nación de la "degeneración racial".
Entre 1914 y 1921, la NCWC publicó la revista mensual Woman's Century. El propósito era educar a las mujeres sobre cuestiones públicas y las reformas necesarias, y proporcionar un foro de discusión para diferentes grupos de mujeres. La portada lo describía como "Una revista de educación y progreso para las mujeres canadienses". La revista mensual se inspiró en publicaciones periódicas feministas británicas y estadounidenses de éxito.Fue una de las pocas revistas sobre los derechos de las mujeres publicadas en Canadá.
En 1918, el gobierno federal concedió a las mujeres el derecho a votar en las elecciones federales. En 1929, Los Cinco Famosos (The Famous Five) ganaron Edwards contra Canadá (Fiscal General), comúnmente conocido como el "caso de las Personas", que determinó que las mujeres eran "personas". Tres de "Los Cinco" eran miembros activos de la NCWC,y la NCWC jugó un papel vital en ganar el caso.
Otras causas incluyen medidas de bienestar infantil como la prevención del abuso infantil y el fomento de la educación y la buena atención sanitaria. Las medidas generales de salud incluyen pasteurización, agua potable e inspecciones médicas en las escuelas. El Consejo también ha librado batallas controvertidas, como la ampliación de las causales de divorcio, una mayor disponibilidad de información sobre control de la natalidad, la eliminación del aborto del Código Penal y programas para proteger y rehabilitar a las prostitutas.
La organización tiene Estatus Consultivo (II) ante el Consejo Económico y Social de las Naciones Unidas (ECOSOC).

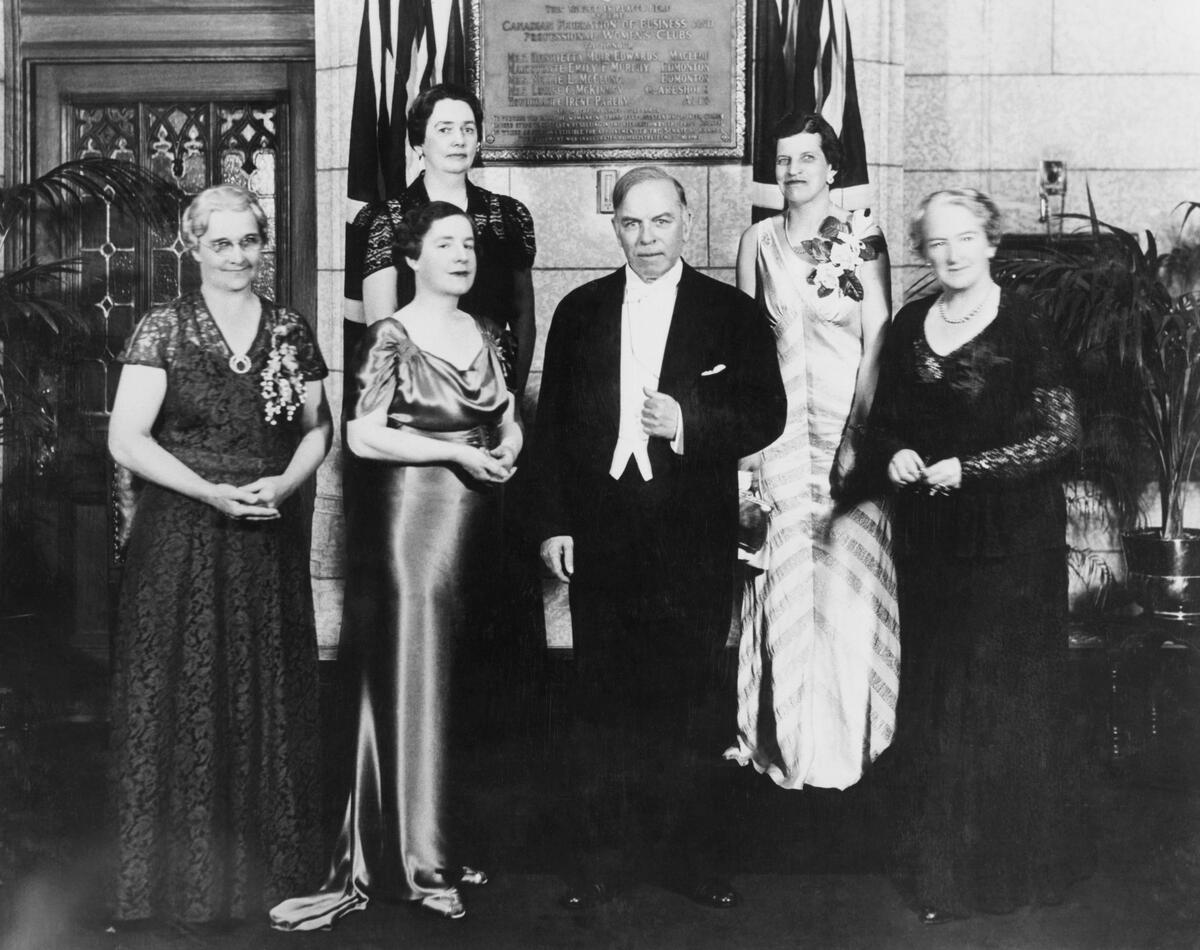
WL Mackenzie King descubrió una placa de la Federación Canadiense de Clubes de Mujeres Empresarias y Profesionales en honor a Los Cinco Famosos (1938, Nellie McClung al frente a la derecha).

Varios miembros del Consejo han desempeñado papeles destacados en la historia de Canadá. Lady Aberdeen jugó un papel decisivo en la formación de la rama canadiense del Consejo Nacional de Mujeres. Ella tuvo la primera idea de crear la organización, a pesar de otras declaraciones. Augusta Stowe-Gullen, una de las miembros cofundadoras de la Sociedad, fue la primera mujer en obtener un título de médico en Canadá y fue una figura importante en el movimiento por el sufragio femenino. Matilda Ridout Edgar (1844-1910), más tarde Lady Edgar, fue presidenta en 1906 y 1909. Era una historiadora consumada y una feminista influyente. La presidenta Winnifred Kydd fue delegada en la Liga de Naciones. En 1930, Cairine Wilson, del Consejo de Ottawa, se convirtió en la primera mujer designada para el Senado. Cada uno de los Cinco Famosos ( Emily Murphy, Irene Parlby, Nellie McClung, Louise McKinney, Henrietta Edwards) eran miembros de la organización.También Edith Archibald dirigió la organización durante un tiempo en la década de 1880.